# 脳の10パーセント神話

ヒトの脳と頭蓋骨

脳の10パーセント神話（のうの10パーセントしんわ、英: ten percent of the brain myth）とは、「ほとんど、あるいはすべての人間は脳の10%かそれ以下の割合しか使っていない」という長く語り継がれている都市伝説である。この伝説の誤った引用元として、アルベルト・アインシュタインを含む多数の異なる人物が示されることがある。この伝説では、「人間はこの未使用の潜在能力を解放することで知能を高めることができる」という示唆が導かれる。
新たな経験や学習の後に灰白質で変化が起きることは確認されているが、それがどのような変化であるのかはいまだ解明されていない。脳の大部分が未使用の状態であり、後に未使用の部分を解放することができるという一般に普及した考えは、科学ではなく民間伝承に属している。脳機能に関する謎は、たとえば記憶や意識といった分野に残っているものの、脳機能マッピングを用いた生理学は脳のすべての領域に機能があることを示唆している。

## 起源
この都市伝説の起源である可能性があるものの1つは、1890年代にハーバード大学の2人の心理学者ウィリアム・ジェームズとボリス・サイディズが唱えた人間の余剰能力に関する仮説である。その仮説は天才児ウィリアム・ジェイムズ・サイディズへの英才教育においてテストされた。その後ジェームズは一般の聴衆に対して「人々は自らの知的潜在能力のごく一部しか経験していない」と語ったが、これは妥当な主張だった。1936年、アメリカの作家ローウェル・トーマスはデール・カーネギーの著書『人を動かす』に寄せた序文の中でこの考えを要約し、虚偽の正確な数字をつけ加え、「ハーバード大学のウィリアム・ジェームズ教授は平均的な人間はその知的潜在能力の10%しか発揮していないと言っていた」と書いた。この本は10%という数字を利用した最初の例ではなく、それ以前からセルフヘルプ運動の中でこの数字は出回っていた。例として、Mind Myths: Exploring Popular Assumptions About the Mind and Brain と題する本のある章には「人間の脳の可能性に限界はない。科学者や心理学者によれば我々は脳の能力の10%しか使っていない」と書かれたセルフヘルプ運動の広告（1929年の『ワールド・アルマナック』に掲載されたもの）が紹介されている。
1970年代、心理学者で教育者のゲオルギー・ロザノフは「人間は知的能力の5%から10%しか使っていないのかもしれない」との考えから、サジェストペディアと呼ばれる教育法を開発した。アメリカ生まれの脳神経外科医でマギル大学のモントリオール神経科学研究所の初代理事長だったワイルダー・ペンフィールドがこの伝説の起源とされることもある。
起源に関する一説によれば、「脳の10%神話」は19世紀後半から20世紀初頭の神経学的研究の誤解（あるいは誤伝）に端を発する可能性が最も高いという。例として、脳領域の大部分（特に大脳皮質）の機能はきわめて複雑であり、それらの脳領域がダメージを受けた際の影響も微妙でとらえがたいものだったため、当時の神経学者は「これらの領域には何か役割があるのだろうか」という疑問を持った。
当時、脳の大部分がグリア細胞で構成されていることが解明されていたが、グリア細胞は一見するとほとんど機能を持っていないように見えた。『生物心理学』（ 英: Biological Psychology ）教本の著者ジェームス・W・カラットは、1930年代の神経科学者が多数の「部分的」な神経細胞については知っていたと指摘する。この部分的な神経細胞の役割についての誤解が「10%神話」に繋がった可能性がある。
この伝説は単に、ある時点では脳のわずかなパーセンテージしか使われていない場合もあるという知識が一部のみ切り取られて伝わったものである可能性もある。『サイエンティフィック・アメリカン』誌記事の中で、ミネソタ州ロチェスターのメイヨー・クリニックで働く神経学者のジョン・ヘンリーは「1日で見れば脳の100%が使われている証拠がある」と述べている。
脳の構成要素の機能は概して解明されているものの、脳細胞（すなわち神経細胞とグリア細胞）がどのように複雑な挙動あるいは障害を発生させるのかに関して多くの謎が残されている。最も曖昧で神秘的なのは恐らく、多様な脳の各領域がどのように連携することで意識体験を生み出すのかという疑問だが、ある特定の脳領域が意識を司っているという事実は今日に至るまで確認されておらず、専門家は意識体験が真に全体としての神経系の働きであると考えている。したがって、人間には秘められた認知能力があるというジェームズの思想のように、脳に関しては完全に解明されていない疑問が多く存在しているということなのかも知れない。

## 分析

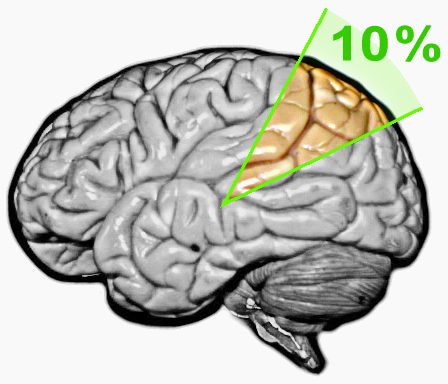
「脳の10%」神話

神経学者のバリー・ゴードンはこの伝説は嘘であると語った上で「事実上、我々は脳のすべての領域を使っているし、脳のほとんどの部分はいつでも活発だ」とつけ加えた
神経科学者のバリー・ベイヤーズテインは10%伝説の誤りを証明する7種類の証拠を提示した。。
1. 脳へのダメージに関する研究: もし脳の10%しか使用されていないのであれば、残りの部分へのダメージは脳のパフォーマンスに影響を与えないはずである。実際には、ダメージを受けても能力の喪失をもたらさない脳の領域は存在しない。脳の小さな領域への微小なダメージであっても重大な影響をもたらし得る。
2. 脳スキャン画像が示すところによると、人間の脳は何をしている時でもすべての領域が活発に働く。ある領域が他の領域より常に活動的であることは事実だが、損傷していない限りまったく機能していない脳の部位は存在しない。
3. 脳は人体の部位の中でけた外れに酸素と栄養の消費量が多い。脳は体重の2%分の重さしかないにもかかわらず、人体で消費されるエネルギーの20%を必要とする[14][15]。もし脳の90%が不必要であるなら、小型で効率的な脳を持つ人類が生存競争で大きく優位に立つことになる。それが事実なら、自然淘汰が非効率的な脳を排除したはずである。そもそも進化の過程でそのように無駄の多い脳が発達する可能性は非常に低い。大型の脳（及び頭蓋骨）を持つことが歴史的な出産時の死亡リスク[16]をもたらすことを考えれば、10%しか使われない大型の脳に対する淘汰圧は強力だったはずである。
4. 脳画像診断（神経画像）: ポジトロン断層法（PET）やfMRIといった技術により生体内の脳の働きをモニターすることが可能になったが、たとえ睡眠中であっても脳のすべての部分にある程度の活動が認められる。深刻なダメージを受けた脳にのみ「沈黙」した領域が存在する。
5. 脳機能の局在性: 脳は一つのまとまりとして機能してるわけではなく、部分ごとに異なる情報処理を行っている。脳の各機能をどの脳領域が担当しているかの研究に数十年が費やされてきたが、機能を持たない脳領域は見つかっていない。
6. ミクロ構造分析: 単一ユニット記録技術により研究者は脳に微小電極を挿入することで単一の脳細胞の活動をモニターできるようになった。もし脳細胞の90%が使用されていないのならば、この技術によってその事実が発覚しているはずである。
7. シナプス刈り込み（英語版）: 使用されない脳神経細胞は変性 (医学)する傾向がある。したがって、脳の90%が使われていないとすれば、成人の脳を解剖した際には大規模な変性が認められるはずである。

## 大衆文化の中での扱い
この神話と深く関連するいくつかの書籍・映画・短編小説が発表されている。小説『ブレイン・ドラッグ』（英:The Dark Fields） とその映画化作品、ジム・ブッチャーよるシリーズドレスデン・ファイルの第9巻『ホワイト・ナイト』、映画『リミットレス』（一般的な10%の代わりに20%としている）、少年漫画の『PSYREN_-サイレン-』、映画『LUCY/ルーシー』、テレビドラマ『SPEC〜警視庁公安部公安第五課 未詳事件特別対策係事件簿〜』等の作品が含まれるが、いずれの作品でも薬物の使用によって未使用の脳の領域にアクセスできるという発想が前提にある。特に『LUCY/ルーシー』では10%の限界を超えた途端に神のような能力を発揮し始める登場人物が描かれている。（一方で作中では10%という数字はある特定の時点でのもので、一生のうちに脳の潜在能力の10%のみが使用されているわけではないことが示唆されている）
この伝説は『怪しい伝説』の2010年10月27日放送のエピソードの中で「ウソ」と認定された。番組のホストは脳磁図とfMRIを使って複雑な知的課題を行っている人間の脳をスキャンし、脳の10%以上、最大では35%がテストを通じて使われていたことを示した。
「脳の10%神話」は頻繁に広告で使用される。娯楽メディアではこの神話があたかも事実であるかのようによく引き合いに出される。
一部のニューエイジ運動の提唱者は「脳の10%神話」を宣伝し、脳の使用されていない90%の部分が超能力を司っているとして、訓練を積めば念力や超感覚的知覚を発揮できると主張した。それらの能力が実在すると証明する科学的に認められた証拠は存在しない。
1980年、ロジャー・ルーウィンは『サイエンス』上で『あなたの脳は本当に必要か？』と題する記事を発表した。この記事はジョン・ロアバーによる大脳皮質の喪失に関する研究についてのもので、ロアバーはあるシェフィールド大学の学生のケースを紹介し、その学生がIQ126と測定され数学の学位を取得したにもかかわらず、水頭症によって大脳皮質が縮小されたために目に見える脳の部位をほとんど持っていないと報告した。この記事は同じタイトルのドキュメンタリー番組（英ヨークシャーテレビが制作）が放送されるきっかけとなったが、この番組では記事とは別の患者が取り上げられ、その患者のケースでは正常な脳が巨大な頭蓋骨の内部に異常な形で分散していた。